# Chrysopa pictifacialis
Chrysopa pictifacialis là một loài côn trùng trong họ Chrysopidae thuộc bộ Neuroptera. Loài này được C.-k. Yang et al in Huang et al. miêu tả năm 1988.